# Клавдий Авитиан
Клавдий Авитиан (лат. Claudius Avitianus) — римский политический деятель второй половины IV века.
В 362—363 годах Клавдий Авитиан занимал должность викария Африки. Он носил титул комита первого ранга. В 365 году Авитиан обвинил в казнокрадстве префекта претория Клавдия Мамертина. Он идентифицируется с комитом Авитианом, жестокий характер которого был смягчен Мартином Турским и чья жена отправила этому святому масло, чтобы получить благословение.